# Pipes and Pints
Pipes and Pints je pražská hudební skupina kombinující punk rock se zvukem dud.
Kapelu založil Vojta Kalina v roce 2006 a již od počátku se skupina zaměřovala nejen na českou scénu, ale i na vystoupení v zahraničí. Tento záměr byl podpořen příchodem zpěváka Syco Mikea, Američana žijícího v Praze, v roce 2008.
Nahrávky EP 2008 a debutové album Until We Die (2009), které vyšlo u německého vydavatelství Wolverine Records a amerického labelu Unrepentant Records, jim otevřely cestu ke koncertům v řadě evropských zemí.
Po skončení festivalové sezóny 2011 skupinu opustil zpěvák Mike a pro kapelu nastala několika měsíční pauza, ukončená až Mikeovým návratem. V průběhu pauzy stihl Mike zformovat skupinu Mugshot Souls. Po návratu zpěváka se kapela vrátila k přípravě další desky, která pod názvem Found & Lost vyšla u německého labelu People Like You Records a českého Supraphonu na konci roku 2012. Jako producent se na ní podílel Darian Rundall, který dříve spolupracoval například s Pennywise, U. S. Bombs nebo Suicidal Tendencies.
Skupina se vymezuje proti neonacismu a rasismu.

## Členové
- Vojta Kalina – skotské dudy
- Ivo Rafan Traxmandl – kytara
- Lukas Vincour - bicí
- Travis O'Neill – zpěv
- Ondra Balvín – baskytara
- Tomáš Novotný - kytara (2007-2016)
- Syco Mike - zpěv (2008-2016)

## Diskografie

### Studiová alba
- Until We Die - Unrepentant Records/Wolverine Records - 2009
- Found and Lost - Supraphon/People Like You Records - 2012
- The Second Chapter - 2019

### EP
- EP 2008 - vlastním nákladem - 2008

Demo
- Demo 2007/2008

Kompilace
- Our Music Our Scene - GNWP kompilace - 2013
- Rock'n'roll is the devils music - People Like You sampler - 2013
- Die Ox-CD No. 87 - Ox-fanzine - 2009
- Saints and Sinners - Wolverine records - 2009
- Punk Rock Potluck Vol. 3 - PunkRockReview.org - 2009
- Almost St. Patrick's Day Vol. 2 - 2009